# Huascarán
Huascarán (česky též Huaskarán nebo také Nevado Huascarán) je se 6768 m nejvyšší hora Peru a čtvrtá nejvyšší hora Jižní Ameriky. Nachází se v pohoří Cordillera Blanca v provincii Yungay. Okolí hory je vyhlášeno Národním parkem Huascarán, který je od roku 1985 na seznamu světového přírodního dědictví UNESCO.

## Zemětřesení 1970

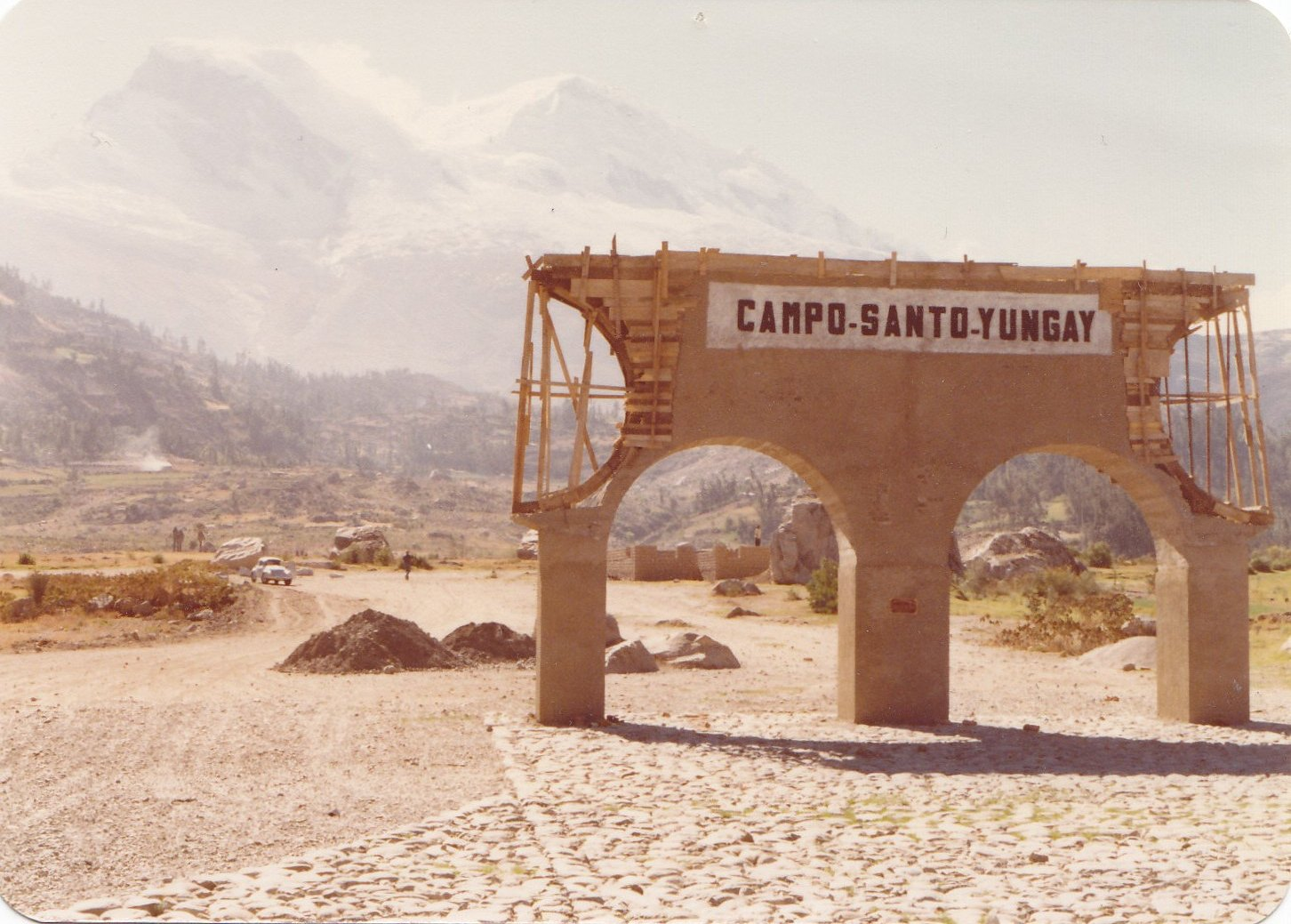
Yungay deset let po zemětřesení

Při zemětřesení dne 31. května 1970 se ze západní stěny Huascaránu uvolnila ledová masa, která způsobila mohutný sesuv ledu, kamení a bahna. Tento sesuv překonal cestu dlouhou 20 km a na cestě do údolí pohřbil města Yungay a Huaraz. V Yungay zahynulo asi 18 000 a v Huarazu asi 2 000 obyvatel. V ostatních částech pohoří Cordillera Blanca (Bílé Kordillery) zahynulo dalších 30 000 lidí. Co do počtu obětí se jednalo o největší přírodní katastrofu v Latinské Americe. Celkové odhady počtu obětí zemětřesení se různí, nejpravděpodobnější se zdá 66 tisíc mrtvých. Mezi oběťmi zemětřesení bylo také 14 členů československé horolezecké expedice, jejichž základní tábor rovněž zavalil sesuv Huascaránu.

## Geografická zajímavost
Huascarán a severněji položená hora Chimborazo patří k vrcholům, které jsou, díky nepravidelnému (nekulovému) tvaru Země, nejvzdálenějšími body povrchu Země od jejího středu.